# Leichtathletik-Europameisterschaften 1990/10.000 m der Frauen

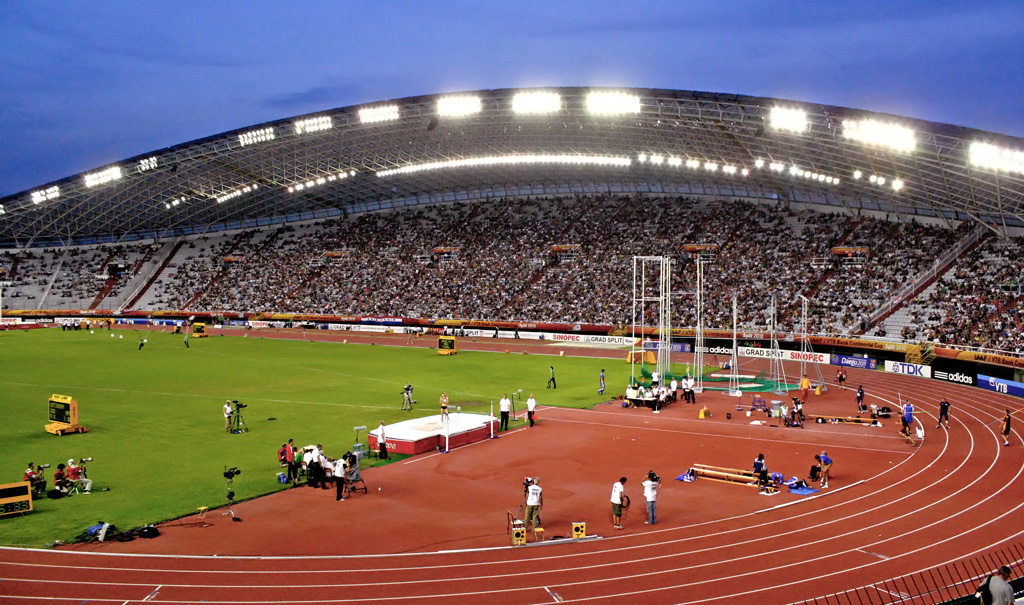
Das Stadion Poljud von Split im Jahr 2010

Der 10.000-Meter-Lauf der Frauen bei den Leichtathletik-Europameisterschaften 1990 wurde am 30. August 1990 im Stadion Poljud in Split ausgetragen.
Europameisterin wurde die Zweite des zwei Tage zuvor ausgetragenen Finales über 3000 Meter Jelena Romanowa aus der UdSSR. Sie gewann vor der WM-Dritten von 1987 Kathrin Ullrich aus der DDR. Den dritten Rang belegte die Französin Annette Sergent.

## Bestehende Rekorde
| Weltrekord           | 30:13,74 min | Ingrid Kristiansen | Oslo, Norwegen               | 5. Juli 1986    |
| Europarekord         | 30:13,74 min | Ingrid Kristiansen | Oslo, Norwegen               | 5. Juli 1986    |
| Meisterschaftsrekord | 30:23,25 min | Ingrid Kristiansen | EM Stuttgart, BR Deutschland | 30. August 1986 |

Der bestehende EM-Rekord wurde bei diesen Europameisterschaften nicht erreicht. Mit ihrer Siegzeit von 31:46,83 min blieb die sowjetische Europameisterin Jelena Romanowa 1:23,58 min über dem Rekord. Zum Welt- und Europarekord fehlten ihr 1:33,09 min.

## Durchführung
Wie auf der längsten Bahndistanz üblich gab es keine Vorrunde, alle 27 Teilnehmerinnen starteten in einem gemeinsamen Finale.

## Finale

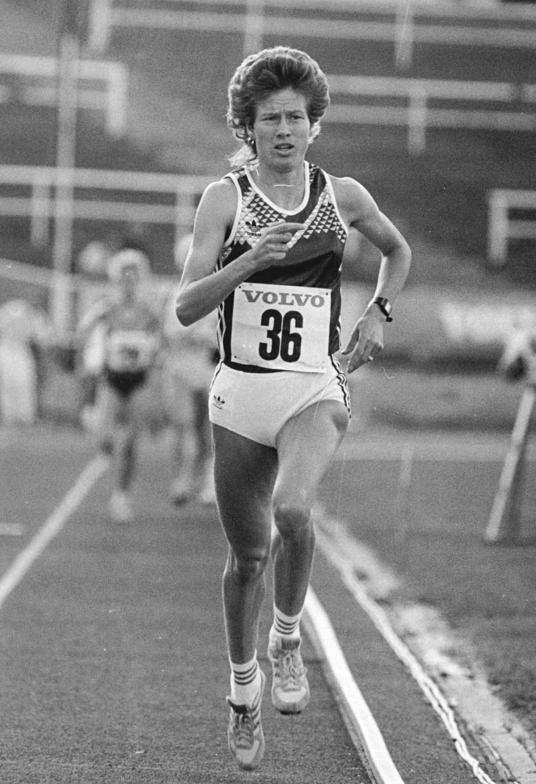
Die WM-Dritte von 1987 Kathrin Ullrich, spätere Kathrin Weßel, wurde Vizeeuropameisterin

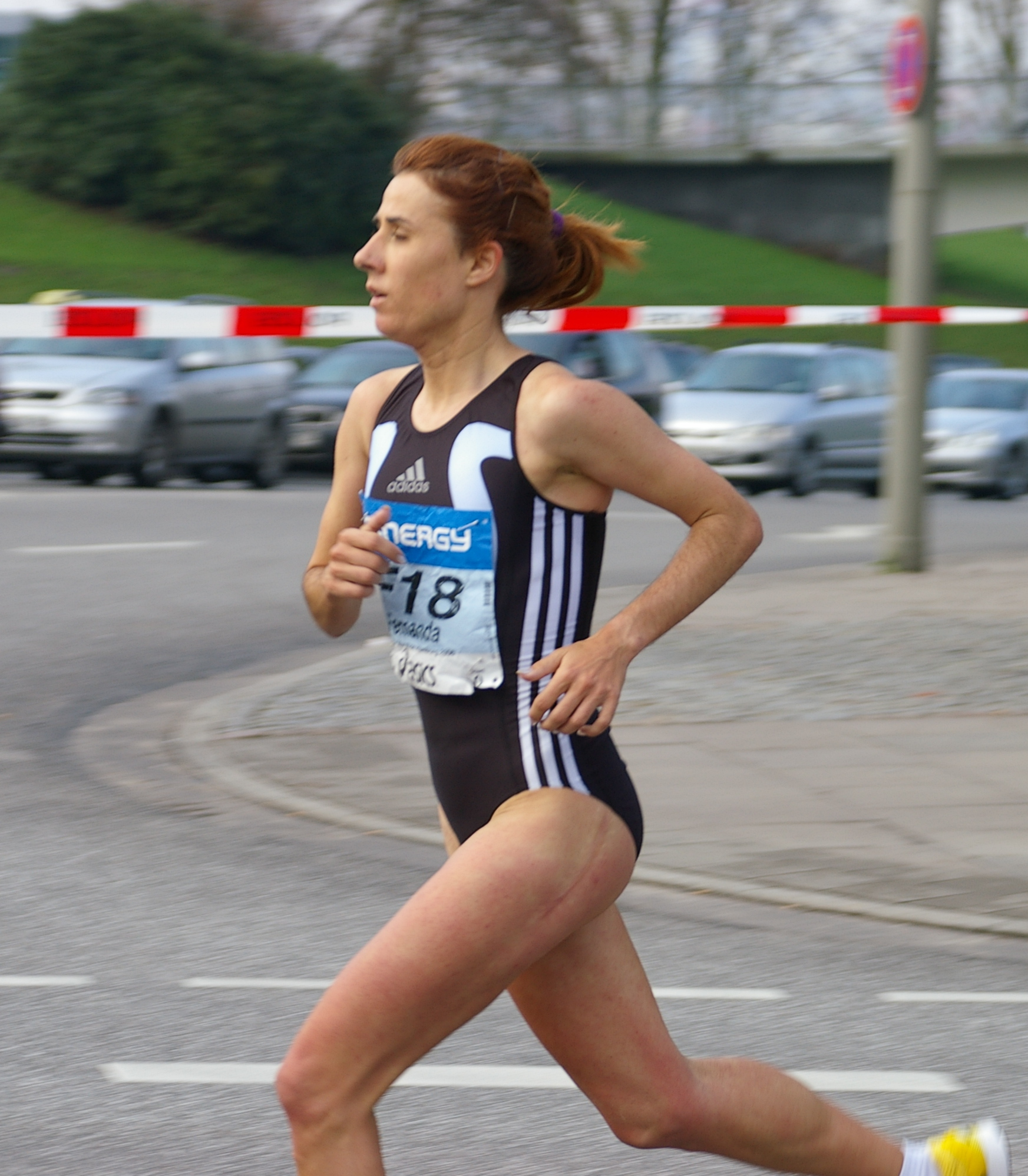
Fernanda Ribeiro, über 3000 Meter zwei Tage zuvor im Vorlauf ausgeschieden, erreichte nicht das Ziel – ihre großen Erfolge sollten noch kommen

31. August 1990
| Platz | Name                | Nation         | Zeit (min) |
| ----- | ------------------- | -------------- | ---------- |
| 1     | Jelena Romanowa     | Sowjetunion    | 31:46,83   |
| 2     | Kathrin Ullrich     | DDR            | 31:47,70   |
| 3     | Annette Sergent     | Frankreich     | 31:51,68   |
| 4     | Midde Hamrin        | Schweden       | 31:58,25   |
| 5     | Nadia Dandolo       | Italien        | 32:02,37   |
| 6     | Nadeschda Galjamowa | Sowjetunion    | 32:03,07   |
| 7     | Wanda Panfil        | Polen          | 32:06,01   |
| 8     | Jill Hunter         | Großbritannien | 32:10,15   |
| 9     | Aurora Cunha        | Portugal       | 32:15,83   |
| 10    | Liève Slegers       | Belgien        | 32:29,46   |
| 11    | Kerstin Preßler     | BR Deutschland | 32:42,96   |
| 12    | Julie Holland       | Großbritannien | 32:47,78   |
| 13    | Viorica Ghican      | Rumänien       | 32:55,18   |
| 14    | Marjan Freriks      | Niederlande    | 33:04,95   |
| 15    | Angela Hulley       | Großbritannien | 33:06,09   |
| 16    | Birgit Jerschabek   | DDR            | 33:08,11   |
| 17    | Isabella Moretti    | Schweiz        | 33:22,66   |
| 18    | Andri Avraam        | Zypern         | 33:22,81   |
| 19    | Silva Rožič-Vivod   | Jugoslawien    | 33:27,04   |
| 20    | Rosario Murcia      | Frankreich     | 33:44,44   |
| 21    | Carlien Harms       | Niederlande    | 34:01,25   |
| 22    | Martha Ernstsdóttir | Island         | 34:17,27   |
| DNF   | Jelena Tolstoguzowa | Sowjetunion    |            |
| DNF   | Galina Goranowa     | Bulgarien      |            |
| DNF   | Fernanda Ribeiro    | Portugal       |            |
| DNF   | Zita Ágoston        | Ungarn         |            |
| DNF   | Päivi Tikkanen      | Finnland       |            |

## Videolink
- 3143 European Track & Field 1990 10000m Womenl, www.youtube.com, abgerufen am 26. Dezember 2022